# Liste von Söhnen und Töchtern der Stadt Lima
Dies ist eine Liste bekannter Persönlichkeiten, die in der peruanischen Stadt Lima geboren wurden.

## 16. bis 18. Jahrhundert

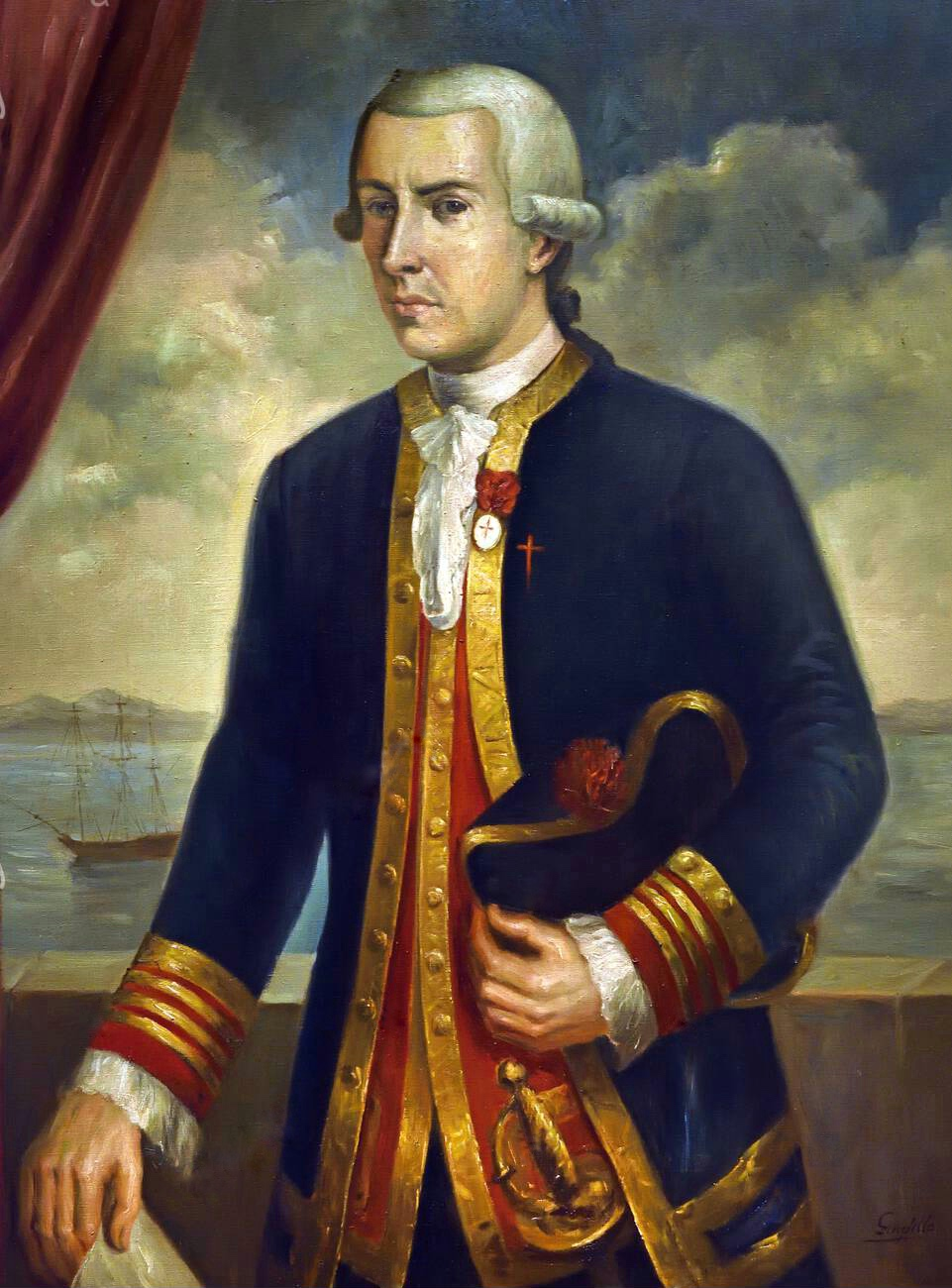
Juan Francisco de la Bodega y Quadra
(1743–1794)

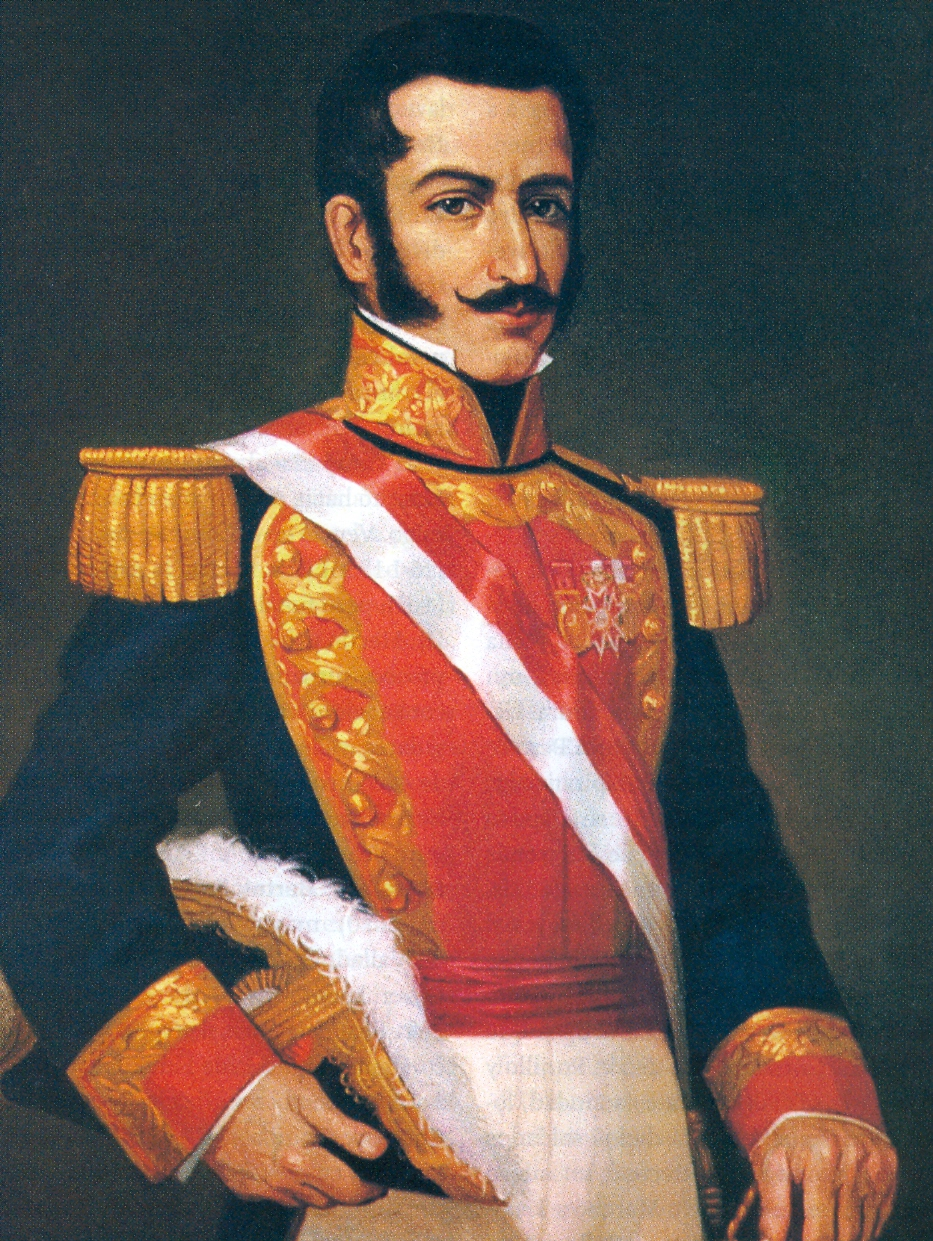
Felipe Santiago de Salaverry
(1806–1836)

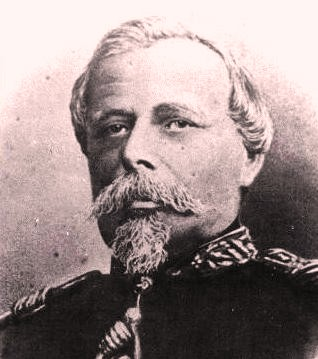
Francisco Bolognesi
(1816–1880)

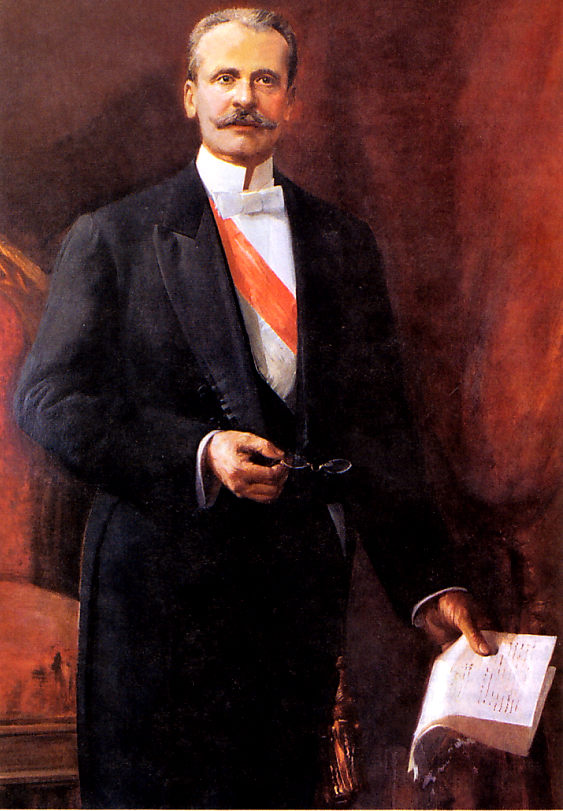
Manuel Candamo
(1841–1904)

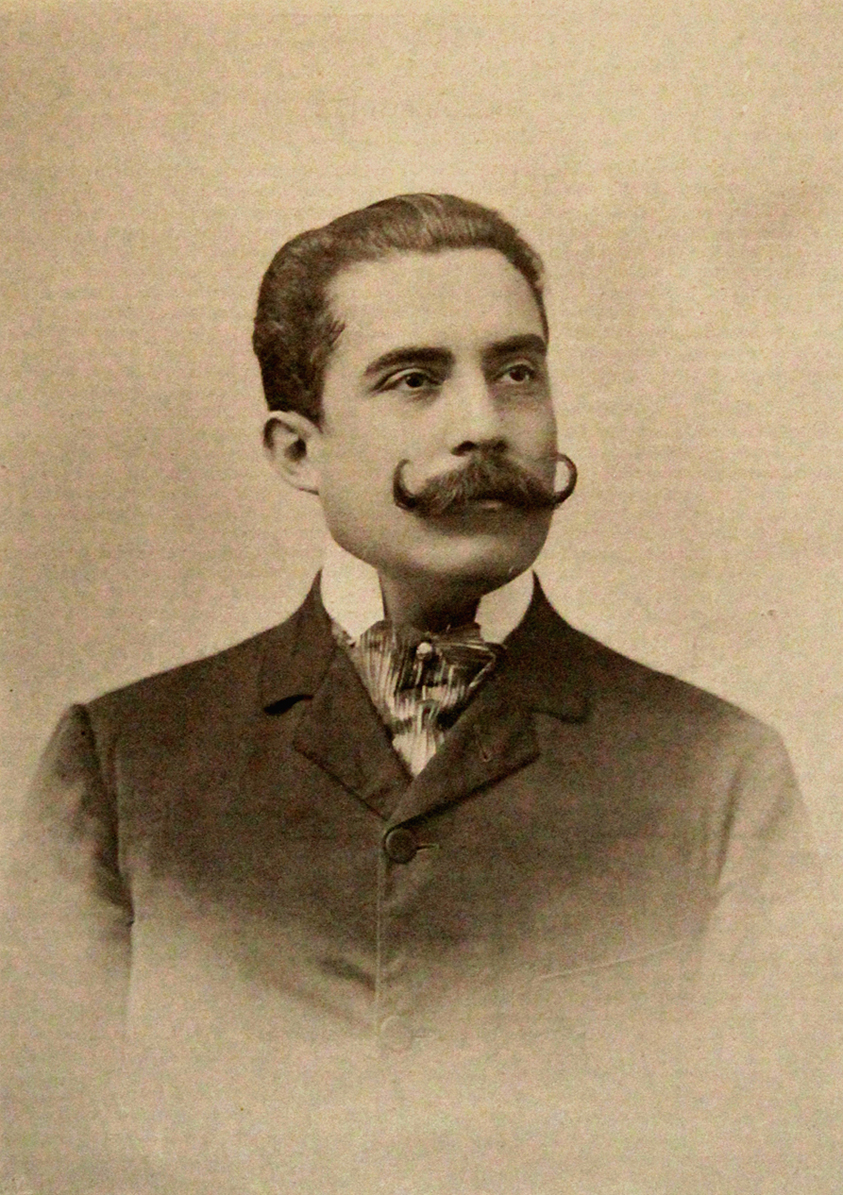
José Santos Chocano
(1867–1934)

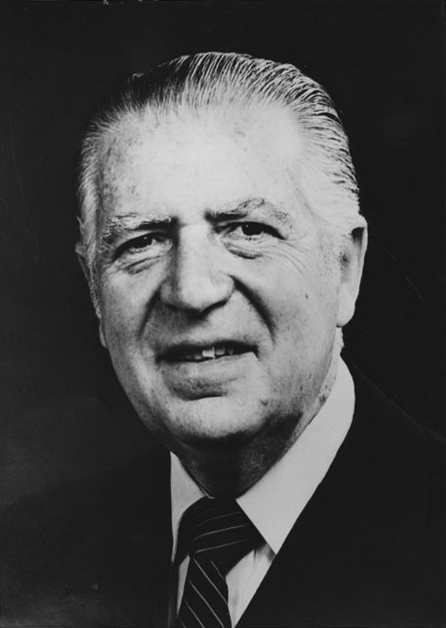
Fernando Belaúnde Terry
(1912–2002)

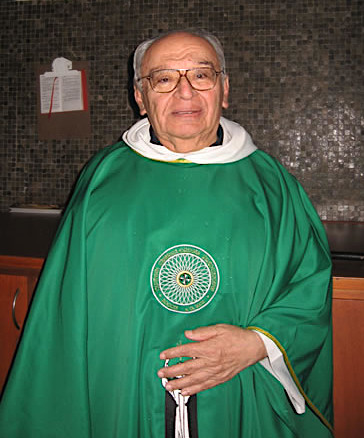
Gustavo Gutiérrez
(1928–2024)

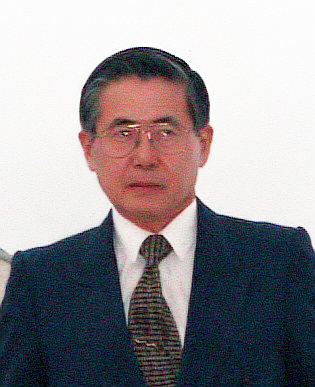
Alberto Fujimori
(1938–2024)

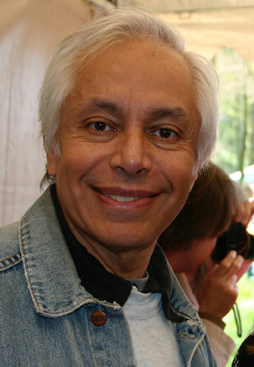
Boris Vallejo
(* 1941)

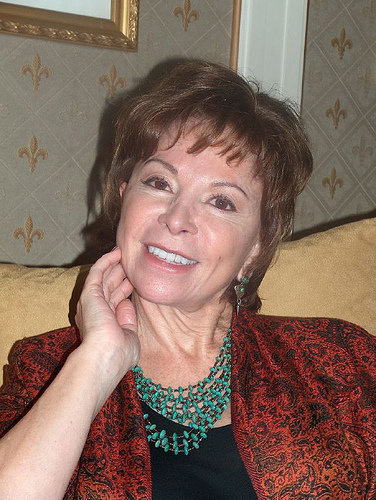
Isabel Allende
(* 1942)

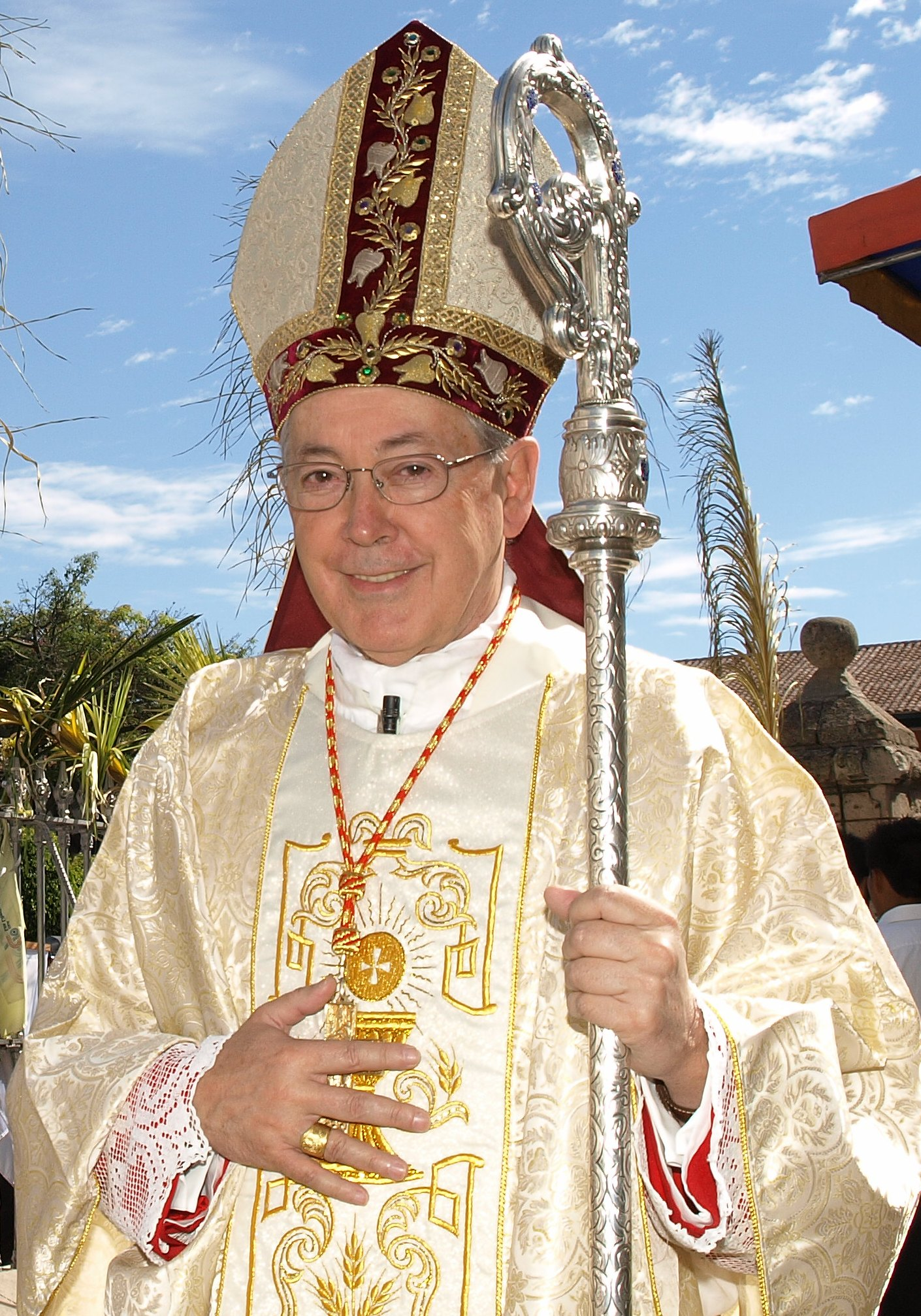
Juan Luis Cipriani Thorne
(* 1943)

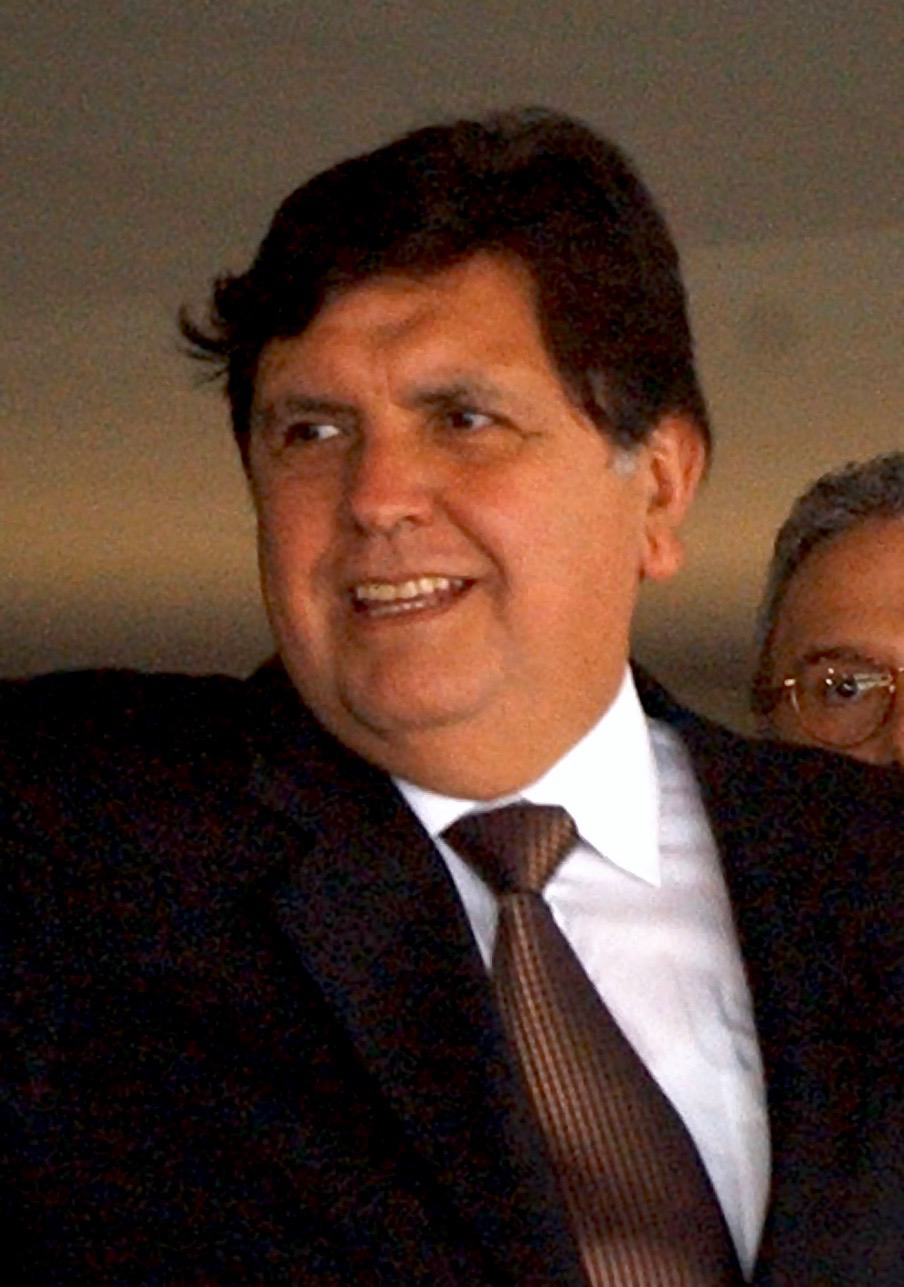
Alan García
(1949–2019)

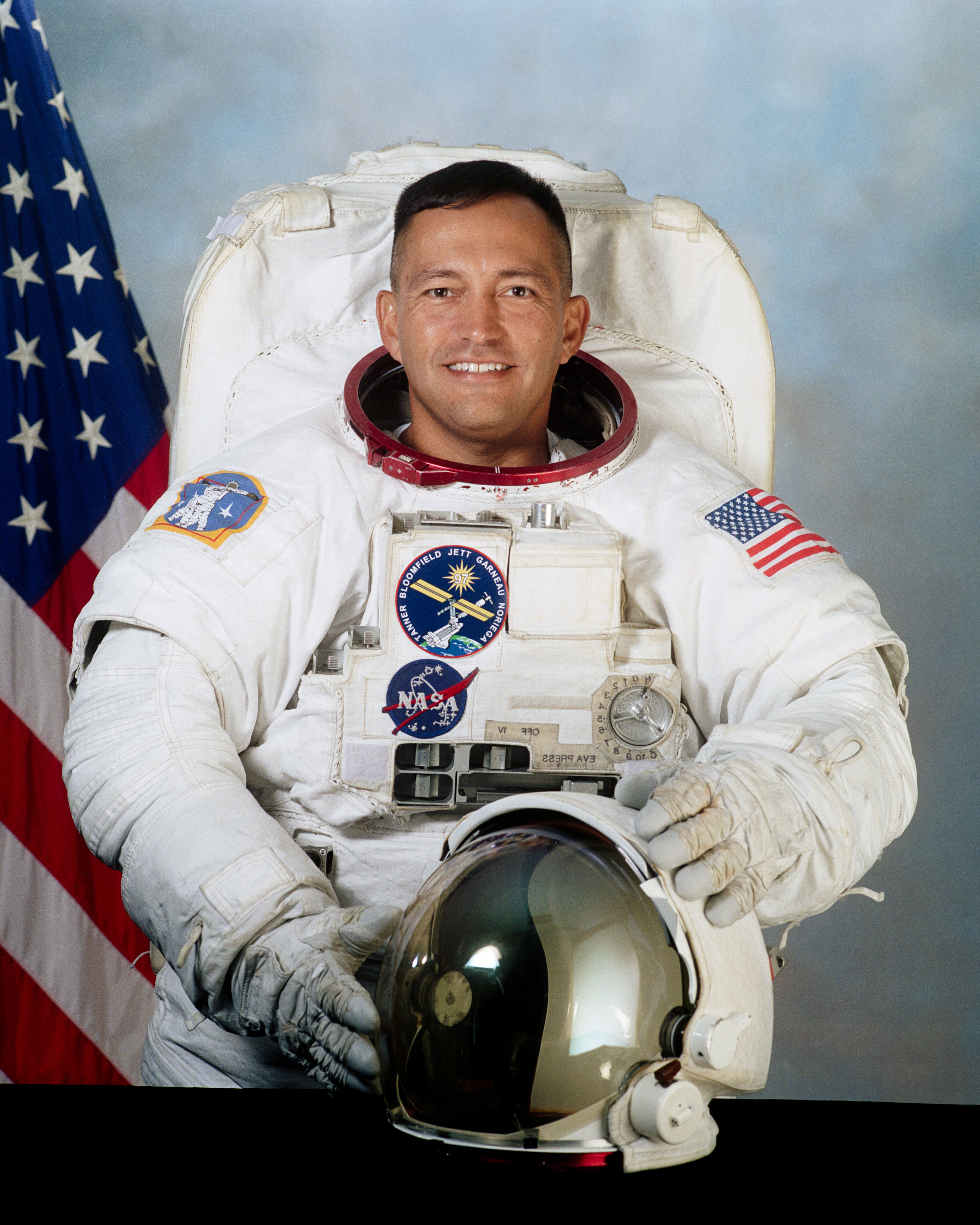
Carlos Ismael Noriega
(* 1959)

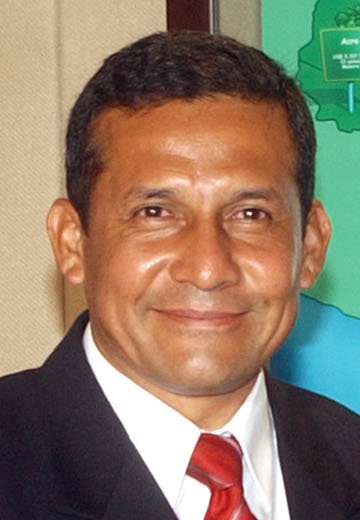
Ollanta Humala
(* 1962)

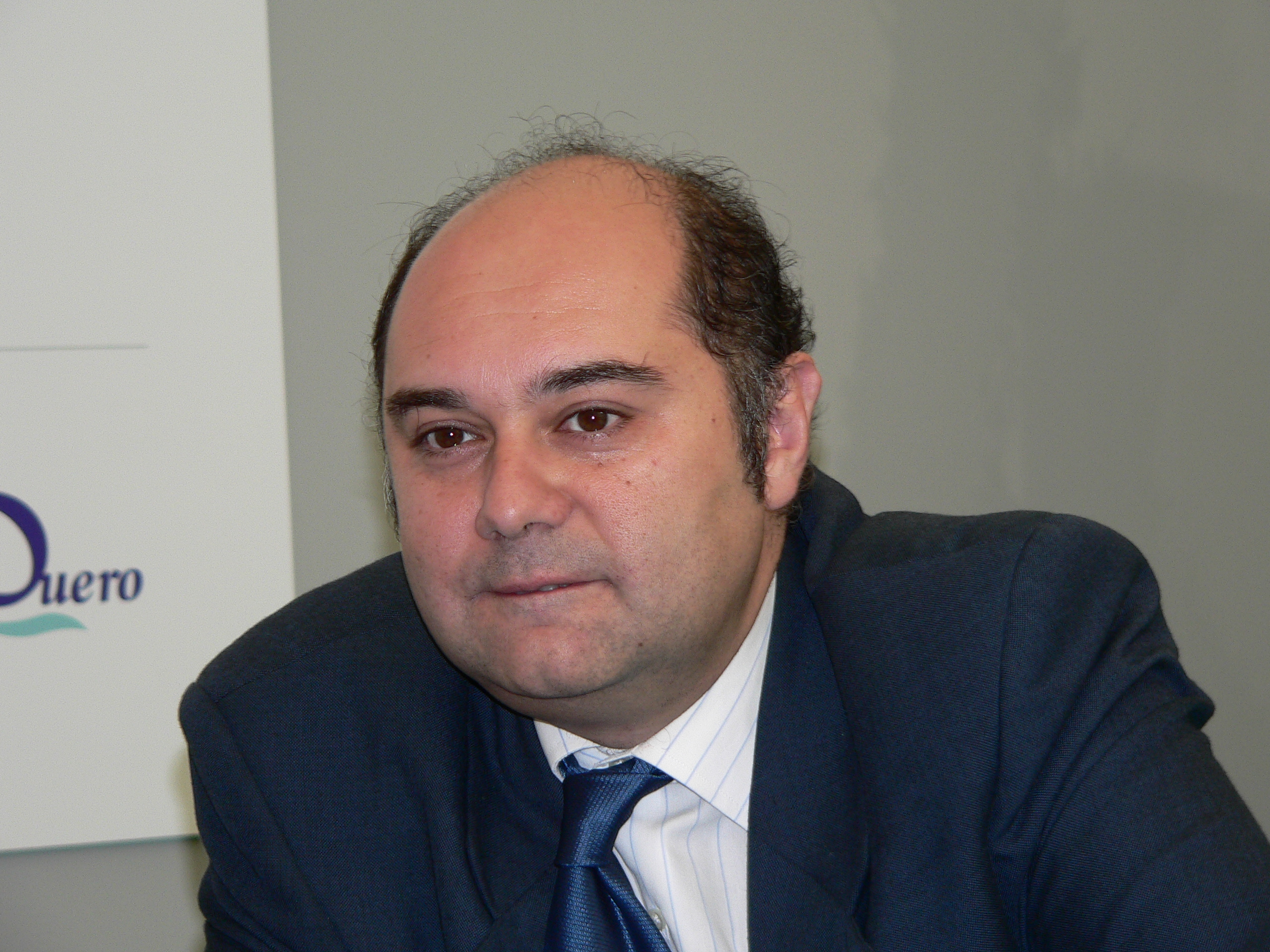
Diego Valverde Villena
(* 1967)

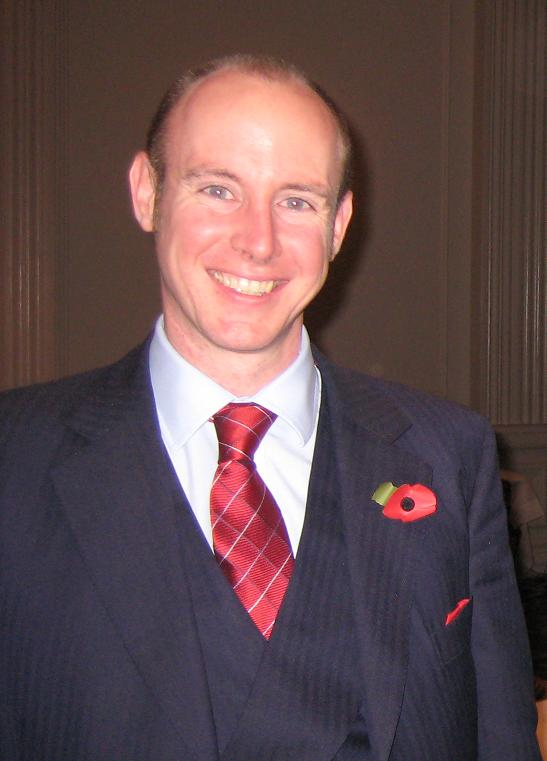
Daniel Hannan
(* 1971)

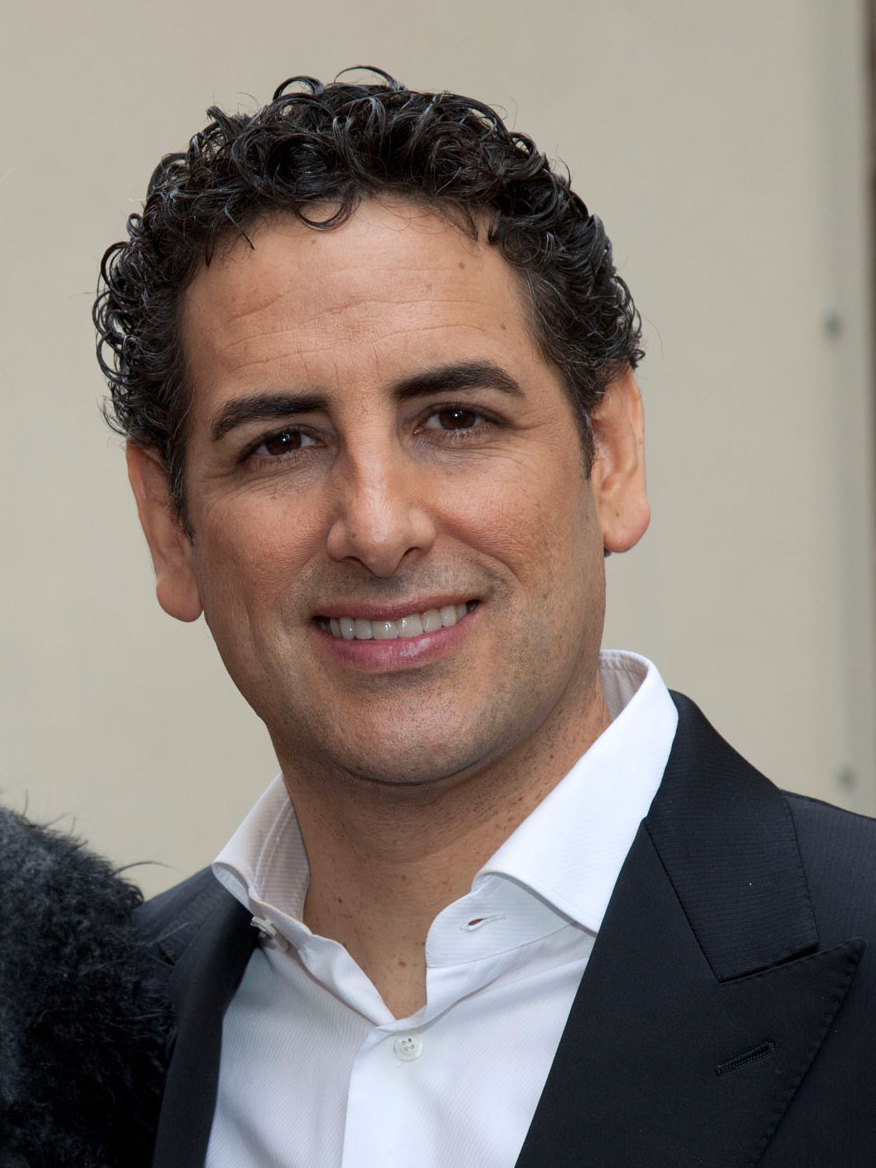
Juan Diego Flórez
(* 1973)

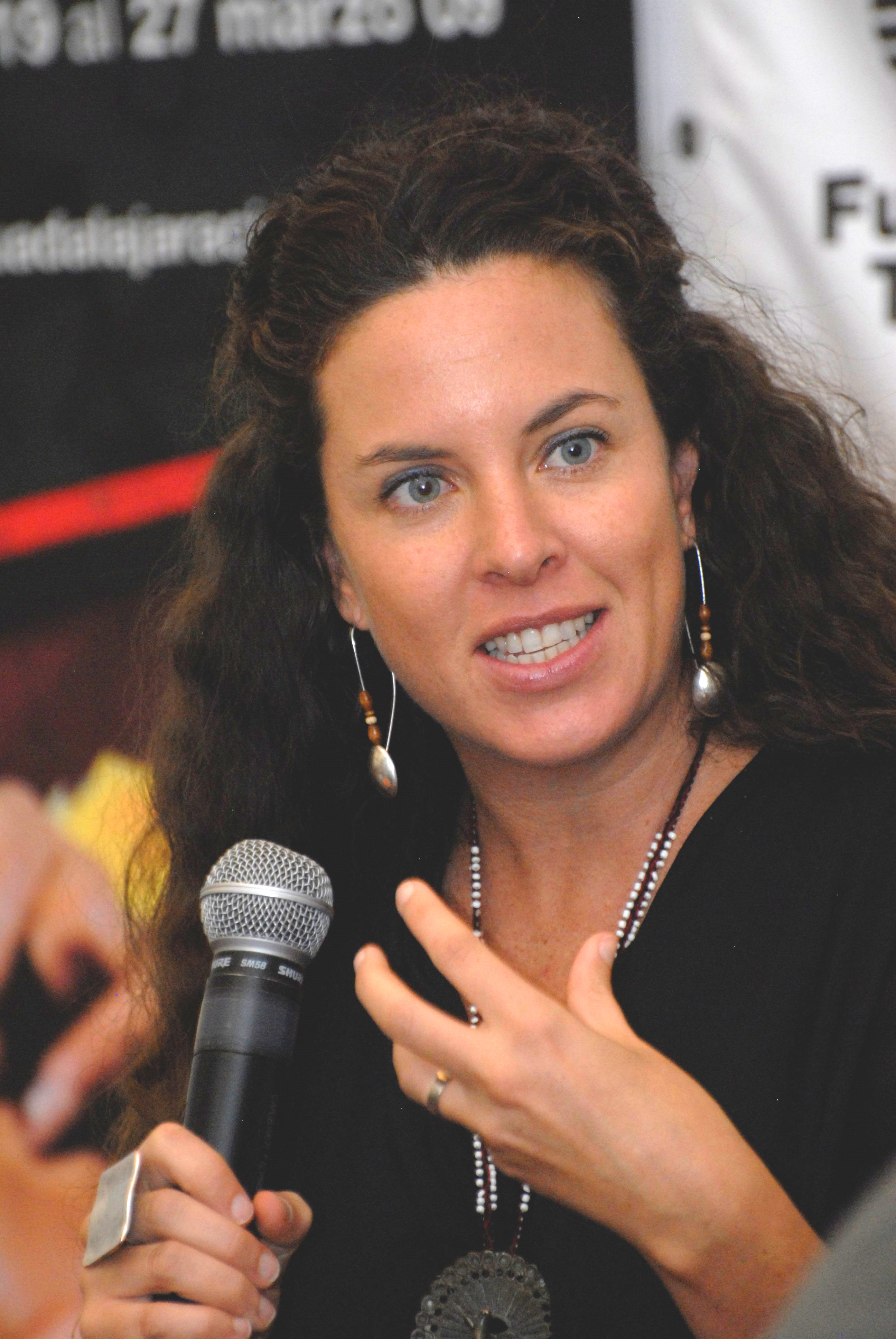
Claudia Llosa
(* 1976)

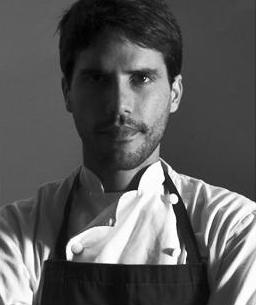
Virgilio Martínez Véliz
(* 1977)

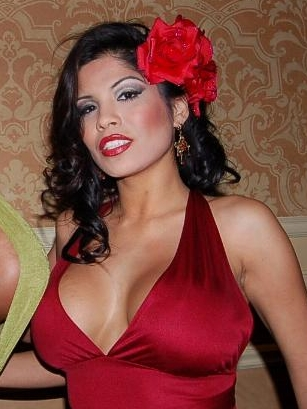
Alexis Amore
(* 1978)

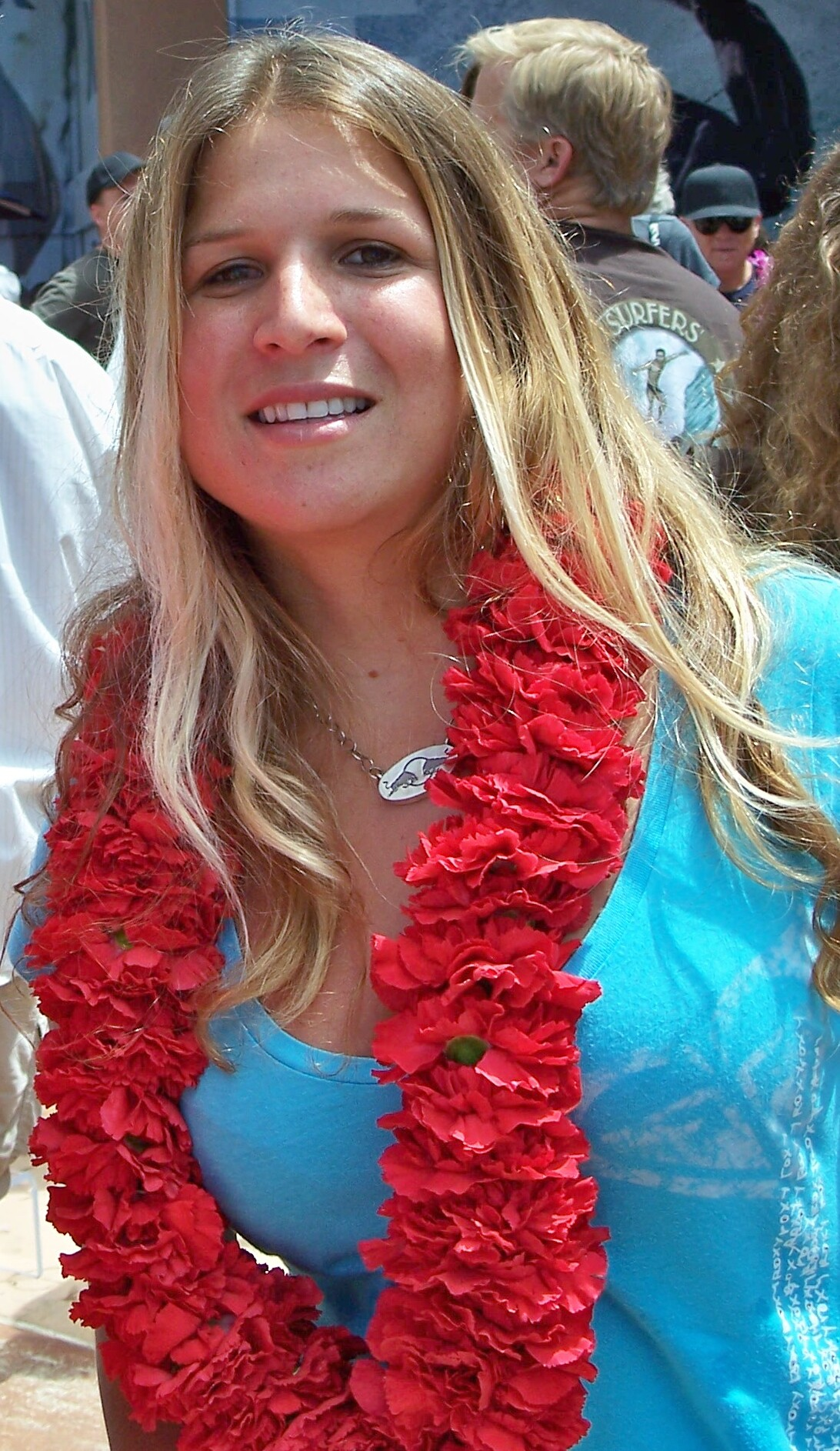
Sofía Mulánovich
(* 1983)

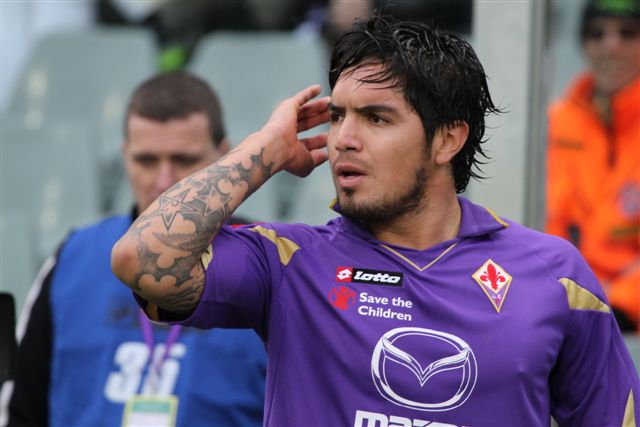
Juan Manuel Vargas
(* 1983)

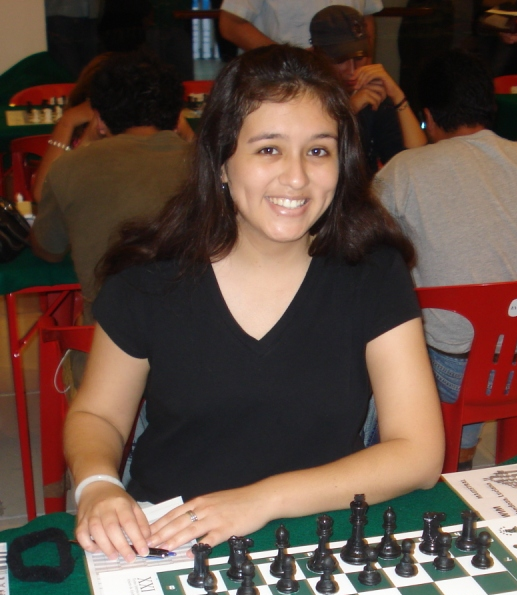
Luciana Morales Mendoza
(* 1987)

- Martin von Porres (1579–1639), Dominikaner und Heiliger der römisch-katholischen Kirche
- Rosa von Lima (1586–1617), Jungfrau, Mystikerin, Dominikaner-Terziarin und Heilige der römisch-katholischen Kirche
- Diego Maroto (1617–1696), wichtigster Baumeister Limas in der zweiten Hälfte des 17. Jahrhunderts
- Juan Henríquez de Villalobos (* um 1630; † 1689), spanischer Offizier, Kolonialadministrator und Gouverneur von Chile
- Miguel Núñez de Sanabria (1645–1729), spanischer Jurist und Vizekönig von Peru (1710)
- Pablo de Olavide (1725–1803), hispanoamerikanischer Jurist, Politiker, Übersetzer, Autor und Aufklärer
- Juan Francisco de la Bodega y Quadra (1743–1794), spanischer Marine-Offizier, Entdecker und Seefahrer
- La Perricholi (1748–1819), Schauspielerin und Maitresse des Vizekönigs Manuel d’Amat i de Junyent
- Juan Egaña Risco (1768–1836), chilenischer Politiker peruanischer Herkunft und im Frühjahr 1823 für eine Woche Staatsoberhaupt Chiles
- José Bernardo de Tagle Portocarrero (1779–1825), Militär, Politiker und von 1823 bis 1824 Präsident Perus
- José Bernardo Alcedo (1788–1878), Komponist
- Gaspar Hernández (1798–1858), Priester, Pädagoge und Politiker in der Dominikanischen Republik

## 19. Jahrhundert

### 1801–1850
- Juan Zavala de la Puente (1804–1879), spanischer General, Politiker und Ministerpräsident Spaniens
- Felipe Santiago de Salaverry (1806–1836), General und Präsident Perus von 1835 bis 1836
- Antonio Arenas (1808–1891), Jurist, Militär, Politiker und von 1885 bis 1886 Präsident von Peru
- Juan González de la Pezuela y Ceballos (1809–1906), spanischer Politiker und Diplomat
- José Balta (1814–1872), Politiker und Präsident Perus von 1868 bis 1872
- Francisco Bolognesi (1816–1880), Oberst und Nationalheld
- José Jorge Loayza (1827–1904), Politiker
- Manuel Yrigoyen Arias (1830–1912), Diplomat und Politiker
- Ricardo Palma (1833–1919), Schriftsteller und Dichter
- Aurelio García y García (1834–1888), Konteradmiral der peruanischen Marine
- Manuel Candamo (1841–1904), Politiker und Präsident Perus (1895 und 1903–1904)
- Juana Alarco de Dammert (1842–1932), Erzieherin und Philanthropin

### 1851–1900
- Pedro Gárezon Thomas (1851–1927), Marineoffizier und Verwaltungsbeamter
- José Pardo y Barreda (1864–1947), Politiker, Präsident Perus von 1904 bis 1908 und von 1915 bis 1919
- José Santos Chocano (1867–1934), Dichter und Sänger
- Manuel Márquez Sterling (1872–1934), kubanischer Journalist, Schriftsteller, Diplomat, Politiker und am 18. Januar 1934 Präsident der Republik Kuba
- Manuel María Ponce Brousset (1874–1966), Politiker und Präsident Perus (1930)
- Max Otten (1877–1962), Arzt und einer der Pioniere der Arbeitsmedizin
- Octavio Ortiz Arrieta (1878–1958), Ordenspriester und römisch-katholischer Bischof
- Julia Codesido (1883–1979), Malerin
- Héctor Boza (1888–1974), Politiker und Diplomat
- Renzo Bracesco (1888–1982), italienischer Komponist und Musikpädagoge
- Manuel Prado y Ugarteche (1889–1967), Ingenieur, Bankier und Politiker, Präsident Perus von 1939 bis 1945 und von 1956 bis 1962
- Ricardo Rivera Schreiber (1892–1969), Diplomat und Politiker
- Eugenio Retes (1895–1985), chilenischer Schauspieler und Autor
- Pedro Gerardo Beltrán Espantoso (1897–1979), Ökonom, Diplomat, Verleger und Politiker
- Carlos Moreyra y Paz Soldán (1898–1981), Politiker
- Carlos Raygada (1898–1953), Literatur- und Musikkritiker
- Raoul de Verneuil (1899–1975), Komponist und Dirigent
- Luis Alberto Sánchez (1900–1994), Literaturwissenschaftler, Journalist, Historiker, Schriftsteller und Politiker
- Jorge Sarmiento (1900–1957), Fußballspieler
- Francisco Arízaga Luque (1900–1964), peruanisch-ecuadorianischer Schriftsteller und Politiker

## 20. Jahrhundert

### 1901–1920
- Mario de las Casas (1901 oder 1905–2002), Fußballspieler und -trainer
- José Arana Cruz (1902–unb.), Fußballspieler und -trainer
- Hans Gaffron (1902–1979), deutschstämmiger Biochemiker
- José María Lavalle (1902 oder 1911–1984), Fußballspieler
- Antonio Maquilón (1902–1984), Fußballspieler
- César Moro (1903–1956), surrealistischer Maler und Lyriker
- Domingo García (1904–1986), Fußballspieler
- Manuel Cisneros Sánchez (1904–1971), Anwalt und Politiker
- Eduardo Astengo (1905–1969), Fußballspieler
- Ricardo Pérez Godoy (1905–1982), als Chef einer Militärjunta Machthaber in Peru von 1962 bis 1963
- Alberto Denegri (1906–1973), Fußballspieler und -trainer
- Plácido Galindo (1906–1988), Fußballspieler
- Jorge Góngora (1906–1999), Fußballspieler
- Alberto Soria (1906–1980), Fußballspieler
- Martín Adán (1908–1985), Schriftsteller
- Nicolás Lindley López (1908–1995), Militär und Politiker; Chef einer peruanischen Militärjunta im Jahre 1963
- Demetrio Neyra (1908–1957), Fußballspieler
- Luis Emilio de Souza Ferreira Huby (1908–2008), Fußballspieler
- Alejandro Villanueva (1908–1944), Fußballspieler
- José Mazzini (1909–?), Radrennfahrer
- Juan Valdivieso (1910–2007), Fußballspieler und -trainer
- Rosa Alarco Larrabure (1911–1980), Musikwissenschaftlerin, Komponistin und Chorleiterin
- Fernando Belaúnde Terry (1912–2002), Architekt und Politiker, Präsident Perus von 1963 bis 1968 und von 1980 bis 1985
- Juan Quispe (1914–1995), Fußballspieler
- María Rostworowski (1915–2016), Historikerin
- Manuel Bacigalupo (1916–1965), Radrennfahrer
- Augusto Enrique Morelli Pando (1916–2012), Botschafter
- Fernando Schwalb López Aldana (1916–2002), Politiker
- José Dammert Bellido (1917–2008), römisch-katholischer Bischof von Cajamarca
- José Balbuena (1918–2009), peruanisch-chilenischer Fußballspieler
- Ella Dunbar Temple (1918–1998), Historikerin und Hochschullehrerin
- Teófilo Salinas Fuller (1919–1999), Fußballfunktionär
- César Socarraz (1919–1984), Fußballspieler
- Nelly Fonseca (1920–1963), Dichterin
- Javier Pérez de Cuéllar (1920–2020), Diplomat, Politiker, von 1982 bis 1991 Generalsekretär der Vereinten Nationen und von 2000 bis 2001 peruanischer Premierminister
- Eduardo Picher Peña (1920–2002), römisch-katholischer Geistlicher, Militärerzbischof von Peru

### 1921–1930
- Francisco Morales Bermúdez (1921–2022), General, Politiker und Präsident Perus von 1975 bis 1980
- Fernando Fernán Gómez (1921–2007), spanischer Schauspieler und Regisseur
- Grimaldo González (1922–2007), Fußballspieler
- Augusto Vargas Alzamora (1922–2000), römisch-katholischer Kardinal und Erzbischof des Erzbistums Lima
- Manuel Ulloa Elías (1922–1992), Politiker
- Manuel Prado Pérez-Rosas (1923–2011), Geistlicher und römisch-katholischer Erzbischof von Trujillo
- Hilda Gadea (1925–1974), Wirtschaftswissenschaftlerin, Funktionärin der APRA, Autorin und erste Ehefrau des argentinisch-kubanischen Revolutionärs Che Guevara (1928–1967)
- Celso Garrido Lecca (1926–2025), Komponist
- Walter Ormeño (1926–2020), peruanischer und mexikanischer Fußballspieler
- Germán Schmitz Sauerborn (1926–1990), Weihbischof in Lima
- Luigi Alva (1927–2025), Sänger
- Eduardo Dibós Chappuis (1927–1973), Politiker und Rennfahrer
- Mario Cornejo (1927–2015), römisch-katholischer Bischof
- Raimundo Revoredo Ruiz (1927–2021), römisch-katholischer Ordensgeistlicher, Prälat von Juli
- Gustavo Gutiérrez (1928–2024), Mitbegründer und Namensgeber der Befreiungstheologie
- Luis Poggi (1928–2017), Radrennfahrer
- Manuel Scorza (1928–1983), Schriftsteller
- José Carlos Mariátegui Arellano (1929–2006), Botschafter
- Julio Ramón Ribeyro (1929–1994), Autor und Schriftsteller
- Arturo Yamasaki (1929–2013), peruanisch-mexikanischer Fußballschiedsrichter

### 1931–1940
- Augusto Beuzeville Ferro (1932–2004), römisch-katholischer Weihbischof in Piura
- Enrique Congrains (1932–2009), Schriftsteller
- Javier Valle Riestra (1932–2024), Politiker
- Pozzi Escot (* 1933), US-amerikanische Komponistin
- Juan Víctor Joya (1934–2007), Fußballspieler
- Henri Ciriani (* 1936), französisch-peruanischer Architekt
- Lucha Reyes (1936–1973), Sängerin
- Alberto Aurelio Brazzini Diaz-Ufano (1937–2001), römisch-katholischer Weihbischof in Lima
- Marco Aurelio Denegri (1938–2018), Literaturkritiker, Sexologe und Linguist
- Alberto Fujimori (1938–2024), japanisch-peruanischer Politiker, Präsident Perus von 1990 bis 2000
- Pedro Pablo Kuczynski (* 1938), Politiker und Ökonom
- Juan Antonio Ugarte Pérez (* 1938), römisch-katholischer Erzbischof von Cuzco (2003–2014)
- Alfredo Bryce Echenique (* 1939), Schriftsteller, Literaturwissenschaftler und Jurist
- Félix Salinas (1939–2021), Fußballspieler
- Alberto Gallardo (1940–2001), Fußballspieler und -trainer

### 1941–1950
- Luis Cruzado (1941–2013), Fußballspieler
- Carlos Ferrero Costa (1941–2025), Ministerpräsident Perus und Präsident des Kongresses von Peru
- Nicolás Fuentes (1941–2015), Fußballspieler
- Oscar Quiñones Carrillo (* 1941), Schachspieler und -lehrer
- Boris Vallejo (* 1941), US-amerikanischer Illustrator
- Isabel Allende (* 1942), chilenisch-US-amerikanische Schriftstellerin und Journalistin
- Javier Heraud (1942–1963), Dichter und Schriftsteller
- Jorge Sotomayor Tello (1942–2022), brasilianischer Mathematiker und Hochschullehrer
- Allan Wagner Tizón (* 1942), Diplomat und Politiker
- César Camacho (* 1943), peruanisch-brasilianischer Mathematiker
- José del Castillo (1943–2023), Fußballspieler und -trainer
- Pedro González (* 1943), Fußballspieler
- Juan Luis Cipriani Thorne (* 1943), römisch-katholischer Kardinal und Erzbischof von Lima
- Orestes Rodríguez Vargas (1943–2024), Schachspieler
- Neil Balfour (* 1944), britischer Rechtsanwalt, Wirtschaftsmanager und Politiker
- Pedro Ricardo Barreto Jimeno (* 1944), römisch-katholischer Ordenspriester und Erzbischof von Huancayo
- Salomón Lerner Febres (* 1944), Menschenrechtler, Philosoph und Jurist
- Feliciano Padilla Chalco (1944–2022), Dichter, Schriftsteller, Erziehungs- und Literaturwissenschaftler
- Betty Missiego (* 1945), spanische Schlagersängerin
- Ernesto Palacio (* 1946), Tenor und Opern-Agent
- Lissette (* 1947), kubanische Sängerin, Komponistin und Schauspielerin
- Óscar Maúrtua (* 1947), Rechtsanwalt, Diplomat und Politiker
- Beatriz Merino (* 1947), Politikerin und 2003 Premierministerin Perus
- Ramón Mifflin (* 1947), Fußballspieler, -trainer und Sportkommentator
- Luisa Fuentes (1948–2025), Volleyballspielerin
- José García Belaúnde (1948–2025), Diplomat und Politiker
- Alan García (1949–2019), Rechtsanwalt und Politiker; Präsident Perus von 1985 bis 1990 und von 2006 bis 2011
- Salvador Piñeiro García-Calderón (* 1949), römisch-katholischer Erzbischof von Ayacucho o Huamanga
- Percy Rojas (* 1949), Fußballspieler
- Óscar Valdés (* 1949), Militär und Politiker
- Susana Villarán (* 1949), Politikerin und von 2011 bis 2014 Bürgermeisterin von Lima
- Jorge del Castillo Gálvez (* 1950), Rechtsanwalt und Politiker
- Carlos Castillo Mattasoglio (* 1950), römisch-katholischer Geistlicher, Erzbischof von Lima, Kardinal
- Cecilia Paredes (* 1950), Künstlerin, Fotografin und Hochschullehrerin
- Lorenzo Palacios Quispe (1950–1994), Sänger und Musiker
- Federico Salas Guevara (1950–2021), Politiker

### 1951–1960
- Carlos Bustamante (* 1951), US-amerikanischer Molekularbiologe
- Roberto Dañino Zapata (* 1951), Politiker und Diplomat
- Luis Llosa (* 1951), Filmproduzent und Regisseur
- Salvador Salguero (* 1951), Fußballspieler
- José Williams (* 1951), Armeegeneral und Politiker
- Eusebio Acasuzo (* 1952), Fußballspieler
- César Cueto (* 1952), Fußballspieler
- Guillermo La Rosa (* 1952), Fußballspieler
- Richard Daniel Alarcón Urrutia (* 1952), römisch-katholischer Erzbischof von Cuzco
- José Velásquez (* 1952), Fußballspieler
- Guillermo Teodoro Elías Millares (* 1953), römisch-katholischer Geistlicher, Weihbischof in Lima
- Alonso Cueto (* 1954), Schriftsteller
- Carlos Enrique García Camader (* 1954), römisch-katholischer Bischof von Lurín
- Juliane Koepcke (* 1954), deutsche Biologin
- Juan José Oré (* 1954), Fußballspieler
- Mario Testino (* 1954), Porträt- und Modefotograf
- Barton Zwiebach (* 1954), theoretischer Physiker
- Enrique Delgado (* 1955), römisch-katholischer Geistlicher, Weihbischof in Miami
- Rosario Fernández (* 1955), Politikerin
- Ricardo García García (* 1955), römisch-katholischer Priester und Prälat von Yauyos
- José Antonio Eguren Anselmi (* 1956), römisch-katholischer Erzbischof von Piura
- Rajmil Fischman (* 1956), Komponist und Musikpädagoge
- Ernesto Labarthe (* 1956), Fußballspieler
- Mario Belli Pino (* 1956), Schachspieler und -lehrer
- Alberto Tejada (* 1956), Urologe, Fernsehmoderator, Politiker und Fußballschiedsrichter
- Carlos Bruce (* 1957), Politiker, ehemaliger Bauminister
- Javier del Río Alba (* 1957), römisch-katholischer Erzbischof von Arequipa
- Gabriela Cárdeñas (1958–2022), Volleyballspielerin
- Pedro Cateriano (* 1958), ehemaliger Verteidigungsminister, Premierminister
- José Antonio Chang (* 1958), Politiker und von 2010 bis 2011 Ministerpräsident Perus
- Ronald Gamarra (* 1958), Menschenrechtler, Jurist und Politiker
- María Elena Moyano Delgado (1958–1992), Politikerin
- Fernando Olivera Vega (* 1958), Politiker
- Isabel Sabogal (* 1958), peruanisch-polnische Schriftstellerin und Übersetzerin
- Lourdes Flores (* 1959), Rechtsanwältin und Politikerin
- Carlos Ismael Noriega (* 1959), US-amerikanischer Astronaut peruanischer Abstammung
- Ángel Ernesto Zapata Bances (* 1959), römisch-katholischer Ordensgeistlicher, Bischof von Chimbote
- Rafael Ramírez, peruanisch-belgischer Maler
- Sergio Bambaren (* 1960), Schriftsteller
- Virginia Yep (* 1960), Musikethnologin, Musikerin und Komponistin

### 1961–1970
- Ollanta Humala (* 1962), Politiker und seit 2011 Staatspräsident von Peru
- Francesco Petrozzi (1961–2024), Opernsänger und Politiker
- Ricardo Augusto Rodríguez Álvarez (* 1962), katholischer Geistlicher, Weihbischof in Lima
- Cecilia Tait (* 1962), Volleyballnationalspielerin und Politikerin
- Héctor Vila (* 1962), römisch-katholischer Bischof von Whitehorse in Kanada
- José-Luis Carranza (* 1964), Fußballspieler
- Klaus Cornfield (* 1964), deutscher Musiker und Comiczeichner
- Juan Jiménez Mayor (* 1964), Jurist und Politiker
- Carlos di Laura (* 1964), Tennisspieler
- Kay Martin Schmalhausen Panizo (* 1964), römisch-katholischer Prälat von Ayaviri
- Jaime Bayly (* 1965), Fernsehmoderator und Schriftsteller
- Luc Donckerwolke (* 1965), belgischer Automobildesigner
- José Antonio Alarcón Gómez (* 1965), römisch-katholischer Ordensgeistlicher, Bischof von Huaraz
- Jim Himes (* 1966), US-amerikanischer Politiker
- Álvaro Vargas Llosa (* 1966), Schriftsteller und Publizist
- Elizabeth Salmón (* 1966), Rechtswissenschaftlerin
- Sandra Barclay (* 1967), Architektin
- Álvaro Barco (* 1967), Fußballspieler
- Henry Urday Cáceres (* 1967), Schachspieler und -funktionär
- Raúl Antonio Chau Quispe (* 1967), römisch-katholischer Weihbischof in Arequipa
- José del Solar (* 1967), Fußballspieler und -trainer
- Diego Valverde Villena (* 1967), spanischer Dichter und Übersetzer
- Jaime Yzaga (* 1967), Tennisspieler
- Miguel Harth-Bedoya (* 1968), Dirigent
- Juan Reynoso (* 1969), Fußballspieler und -trainer
- Juan José Salaverry Villarreal (* 1969), katholischer Geistlicher, Weihbischof in Lima
- Roberto Carcelén (* 1970), Skilangläufer

### 1971–1980
- Daniel Hannan (* 1971), britischer Journalist und Politiker
- Luis Jacob (* 1971), kanadischer Künstler
- Saskia Hummel (* 1972), deutsche Karateka
- Roberto Palacios (* 1972), Fußballspieler
- Alejandro Adolfo Wiesse León (* 1972), Ordensgeistlicher, Apostolischer Vikar von Requena
- Juan Diego Flórez (* 1973), peruanisch-österreichischer Opernsänger
- Jorge Villavicencio Grossmann (* 1973), Komponist und Musikpädagoge
- David Zink Yi (* 1973), peruanisch-chinesisch-deutscher Künstler
- Johan Lind (* 1974), schwedischer Fußballspieler
- Keiko Fujimori (* 1975), Politikerin
- Santiago Roncagliolo (* 1975), Schriftsteller, Journalist und Übersetzer
- Claudia Llosa (* 1976), Filmregisseurin, Drehbuchautorin und Produzentin
- Roberto Silva (* 1976), Fußballspieler
- Daniel Alarcón (* 1977), US-amerikanischer Schriftsteller peruanischer Herkunft
- Robert Garcia (* 1977), preuanisch-amerikanischer Politiker
- Harald Helfgott (* 1977), Mathematiker
- Erasmo Cachay Mateos (* 1977), Schriftsteller
- Virgilio Martínez Véliz (* 1977), Chefkoch und Unternehmer
- Alexis Amore (* 1978), Pornodarstellerin und Erotikmodel
- Immortal Technique (* 1978), US-amerikanischer Rapper afro-peruanischer Herkunft
- Claudio Pizarro (* 1978), Fußballspieler
- Marcel Kommissin (* 1979), deutscher Schauspieler
- Luis Horna (* 1980), Tennisspieler
- Raul Krauthausen (* 1980), peruanisch-deutscher Unternehmensgründer und Aktivist
- Kina Malpartida (* 1980), Boxerin
- Iván Miranda (* 1980), Tennisspieler
- Jorge Roeder (* 1980), Kontrabassist

### 1981–1990
- Jennifer Morton (* 1981), peruanisch-US-amerikanische Philosophin und Hochschullehrerin
- Daniel Manrique-Smith (1982), Flötist
- Vera Yupanqui (* 1982), Fußballschiedsrichterassistentin
- Sofía Mulánovich (* 1983), Wellenreiterin
- Rodrigo Pacheco (* 1983), Badmintonspieler
- Claudio Constantini (* 1983), klassischer und Tangomusiker
- Juan Manuel Vargas (* 1983), Fußballspieler
- Rinaldo Cruzado (* 1984), Fußballspieler
- Jefferson Farfán (* 1984), Fußballspieler
- Paolo Guerrero (* 1984), Fußballspieler
- Diego Penny (* 1984), Fußballspieler
- Jesús Rabanal (* 1984), Fußballspieler
- Valeria Rivero (* 1984), Badmintonspielerin
- Alberto Junior Rodríguez (* 1984), Fußballspieler
- Karina Jordán (* 1985), Schauspielerin
- Nathalie Kelley (* 1985), australische Schauspielerin
- Stefanie Kuljevan-Heck (* 1985), Fußballspielerin
- José Carvallo (* 1986), Fußballspieler
- Renzo Revoredo (* 1986), Fußballspieler
- Claudia Rivero (* 1986), Badmintonspielerin
- Mario Bazán (* 1987), Leichtathlet
- Luciana Morales Mendoza (* 1987), Schachspielerin
- Andrés Vásquez (* 1987), schwedischer Fußballspieler peruanischer Herkunft
- Josepmir Ballón (* 1988), Fußballspieler
- Stephanie Cayo (* 1988), Schauspielerin
- Christian Ramos (* 1988), Fußballspieler
- Aldo Corzo (* 1989), Fußballspieler
- Anderson Cueto (* 1989), Fußballspieler
- Damián Ísmodes (* 1989), Fußballspieler
- Juan Postigos (* 1989), Judoka
- Reimond Manco (* 1990), Fußballspieler
- Paola Mautino (* 1990), Leichtathletin
- Raúl Ruidíaz (* 1990), Fußballspieler

### 1991–2000
- Carlos Cáceda (* 1991), Fußballspieler
- André Carrillo (* 1991), Fußballspieler
- Emilio Córdova (* 1991), Schachspieler
- Alejandro Hohberg (* 1991), peruanisch-uruguayischer Fußballspieler
- Javier McFarlane (* 1991), Leichtathlet
- Mariafe Artacho (* 1993), australische Beachvolleyballspielerin
- Miguel Araujo (* 1994), Fußballspieler
- Ann Chumpitaz (* 1994), Schachspielerin
- Arklon Huertas del Pino (* 1994), Tennisspieler
- Nilson Loyola (* 1994), Fußballspieler
- Andy Polo (* 1994), Fußballspieler
- Sergio Peña (* 1995), peruanisch-spanischer Fußballspieler
- Stefano Peschiera (* 1995), Segler
- Conner Huertas del Pino (* 1995), Tennisspieler
- Juan Pablo Varillas (* 1995), Tennisspieler
- Luis Abram (* 1996), Fußballspieler
- Nicole Hein (* 1996), Stabhochspringerin
- Lucca Mesinas (* 1996), Surfer
- Dánica Nishimura (* 1996), Badmintonspielerin
- Daniela Macías (* 1997), Badmintonspielerin
- Dominique Schaefer (* 1999), Tennisspielerin
- Kazuyoshi Shimabuku (* 1999), Fußballspieler
- Matías Succar (* 1999), Fußballspieler
- Rafael Gálvez (* 2000), Squashspieler
- Anastasia Iamachkine (* 2000), Tennisspielerin

## 21. Jahrhundert
- Daniella Rosas (* 2002), Surferin
- Ignacio Buse (* 2004), Tennisspieler
- Carlos Gómez (* 2005), Fußballspieler
- Lucciana Pérez Alarcón (* 2005), Tennisspielerin